# اوکته‌یوو
اوکته‌یوو (انگلیسی: Ukteyevo) یک شهرک در شهرستان ایگلینسکی استان باشقیرستان کشور روسیه است.